# Lucia Popp
Lucia Popp (Lucia Poppova) (Uhorska, Bratislava, 12 de noviembre de 1939-Múnich, 16 de noviembre de 1993) fue una popular soprano eslovaca junto a Edita Gruberová y Gabriela Benackova, las tres más famosas exponentes del canto europeo de su generación.

## Biografía
Lucia Popp debutó en 1963 en Bratislava, y luego apareció en la Ópera Estatal de Viena, Austria, donde permaneció hasta su muerte. "¡Señorita, usted es fenomenal!" gritó la gran Elisabeth Schwarzkopf al oírla por primera vez.
Se destacó por su timbre clarísimo, pleno y cálido, así como su técnica impecable. Está considerada una de las más importantes sopranos de coloratura posteriores a la Segunda Guerra Mundial.
Comenzó su carrera como soprano soubrette, y conforme pasaron los años, se orientó más hacia papeles líricos para finalizar cercana al repertorio de coloratura en papeles de Wagner y Strauss. Fue cantante favorita de grandes directores como Leonard Bernstein, Carlos Kleiber, Wolfgang Sawallisch y Klaus Tennstedt.
Su papel más conocido fue la Reina de la Noche, en una grabación legendaria de 1963 de La flauta mágica de Wolfgang Amadeus Mozart, dirigida por Otto Klemperer rodeada por figuras importantísimas como Nicolai Gedda, Gundula Janowitz, Walter Berry, Elisabeth Schwarzkopf y Christa Ludwig.
Lucia Popp debutó como Reina de la Noche en la Ópera Estatal de Viena en 1969 y en el Metropolitan Opera en el mismo papel. En La Scala de Milán cantó Musetta de La bohème dirigida por Carlos Kleiber y en otras importantísimas casas líricas como Salzburgo, Hamburgo, Berlín, Londres y Múnich donde fue muy querida.
Además de la Reina de la Noche, fue muy apreciada en por otros papeles mozartianos como Pamina en La flauta mágica, Susanna (Las bodas de Fígaro), Ilia en Idomeneo y Fiordiligi (Così fan tutte), así como Eva, en Los maestros cantores de Núremberg, de Richard Wagner. Como Susanna participó en la antológica versión de Las bodas de Fígaro en París dirigida por Giorgio Strehler y Georg Solti junto a Gundula Janowitz, Frederica von Stade y José van Dam y luego en la grabación comercial con Kiri Te Kanawa, Frederica von Stade, Thomas Allen y Samuel Ramey, también dirigida por Solti.
Consumada liederista en canciones de Schubert y Schumann afrontó la interpretación de papeles de óperas de Richard Strauss: en El caballero de la rosa primero como la ingenua Sophie y luego como la Mariscala, Arabella, Zerbinetta en Ariadne auf Naxos y la Condesa en Capriccio.
Fue una importante intérprete ópera eslava, como La novia vendida de Bedřich Smetana y Rusalka de Antonín Dvořák y de opereta, en especial como Rosalinda en Die Fledermaus (El murciélago) de Johann Strauss. De esta opereta existe una filmación en Viena de Popp como Rosalinda y Edita Gruberová, su otra célebre coterránea, como la mucama Adela.
Una de las sopranos más grabadas en su vastísima discografía se encuentran también otros papeles mozartianos, como la Condesa Almaviva de Las bodas de Fígaro, Servilia en La clemenza di Tito y Constancia en Il sogno di Scipione y distinguidas contribuciones en obras sacras, misas, oratorios y ciclos orquestales como las Cuatro últimas canciones de Richard Strauss de la que fue intérprete dilecta.
Murió en Múnich a los 54 años de un cáncer cerebral. Estaba casada con el tenor Peter Seiffert.

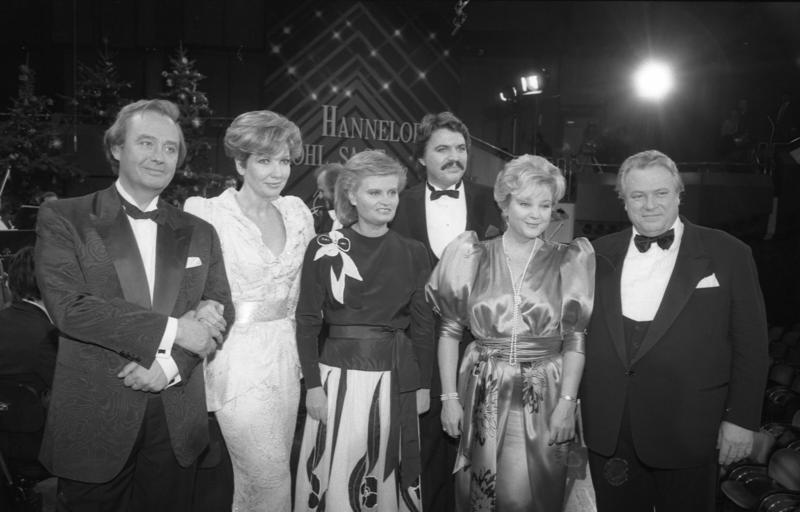
Concierto de Navidad 1986 con Rene Kollo y Peter Seiffert

## Discografía de referencia
- Bach, La pasión según San Mateo, Peter Schreier
- Bach, Misa en si menor, Peter Schreier
- Bach, Secular Cantatas, Peter Schreier
- Bach, Magnificat, Daniel Barenboim
- Beethoven, Fidelio (Marzelline), Leonard Bernstein
- Beethoven, Novena Sinfonía, Lorin Maazel
- Beethoven, Misa Solemnis, Georg Solti
- Brahms, Un réquiem alemán, Klaus Tennstedt
- Donizetti, El elixir de amor (Adina), Heinz Wallberg
- Fauré, Réquiem, Colin Davis
- Flotow, Martha, Heinz Wallberg
- Gluck, Orfeo y Euridice (Euridice), Leopold Hager
- Grieg, Peer Gynt, Neville Marriner
- Handel, Julio César (Cleopatra), Ferdinand Leitner
- Haydn, La creación, Antal Dorati
- Haydn, La creación, Klaus Tennstedt
- Haydn, Misa de Santa Cecilia, Rafael Kubelik
- Humperdinck, Hansel y Gretel (Gretel), Georg Solti
- Humperdinck, Hansel y Gretel (Duende del rocío), Kurt Eichhorn
- Janacek, La zorrita astuta, Charles Mackerras
- Janacek, Jenufa (Karolka), Charles Mackerras
- Lehar, El conde de Luxemburgo, Willy Mattes
- Leoncavallo, La boheme (Mimí), Heinz Wallberg
- Mahler, El cuerno mágico de la juventud, Klaus Tennstedt
- Mahler, El cuerno mágico de la juventud, Leonard Bernstein
- Mahler, Cuarta Sinfonía, Gary Bertini
- Mahler, Cuarta Sinfonía, Klaus Tennstedt
- Mahler, Octava Sinfonía, Georg Solti
- Mozart Arias, Georg Fischer, Leonard Slatkin
- Mozart, Don Giovanni (Zerlina), Georg Solti
- Mozart, El rapto en el serrallo (Blonde), Josef Krips
- Mozart, Idomeneo (Ilia), John Pritchard
- Mozart, El rey pastor, Leopold Hager
- Mozart, El sueño del escipión (Constanza), Leopold Hager
- Mozart, La clemenza de Tito (Vitellia), Nikolaus Harnoncourt
- Mozart, Las bodas de Fígaro (Susanna), Georg Solti
- Mozart, las bodas de Fígaro (Condesa Almaviva), Neville Marriner
- Mozart, La flauta mágica (Reina de la Noche), Otto Klemperer
- Mozart, La flauta mágica (Pamina), Bernard Haitink
- Mozart, Réquiem, Josef Krips
- Orff, Carmina Burana, Kurt Eichhorn
- Orff, Die Kluge, Kurt Eichhorn
- Orff, Die bernauerin, Kurt Eichhorn
- Orff, Carmina Burana, Rafael Frühbeck de Burgos
- Puccini, Il trittico (Suor Angélica y Lauretta), Giuseppe Patané
- Schubert, Integral de Lieder, Volumen 17, Graham Johnson
- Schubert, Misa en do mayor, Wolfgang Sawallisch
- J.Strauss, Die Fledermaus (Adele), Carlos Kleiber
- R.Strauss, Capricho (Madeleine), Georges Pretre
- R.Strauss, Daphne (Daphne), Bernard Haitink
- R.Strauss, El caballero de la rosa (Sophie), Leonard Bernstein
- R.Strauss, Intermezzo (Christine), Wolfgang Sawallisch
- R.Strauss, Die Frau ohne Schatten (La mujer sin sombra)(voz del halcón), Herbert von Karajan
- R.Strauss, Cuatro últimas canciones, Klaus Tennstedt
- R.Strauss, Cuatro últimas canciones, Michael Tilson Thomas
- Verdi, Rigoletto (Gilda), Lamberto Gardelli
- Wagner, Tannhäuser (Elisabeth), Bernard Haitink
- Wagner, El ocaso de los dioses (Woglinde), Georg Solti
- Weinberger, El gaitero Schwanda, Heinz Wallberg

DVD
- Beethoven, Fidelio (Marzelline), Leonard Bernstein (Viena)
- Beethoven, Fidelio (Marzelline), Leopold Ludwig (Hamburgo)
- Mahler(Canciones), Leonard Bernstein
- Mozart, La flauta mágica (Pamina), Wolfgang Sawallisch (Múnich)
- Orff, Carmina Burana, Kurt Eichhorn (Ponnelle)
- Smetana, La novia vendida (Marenka), Adam Fischer (Metropolitan Opera)
- Strauss, El caballero de la rosa (Sophie), Carlos Kleiber (Múnich)
- J.Strauss, El murciélago (Rosalinda), Theodor Guschlbauer (Viena)